# Lüsen
Lüsen ([ˈlysn̩]; italienisch Luson) ist eine italienische Gemeinde mit 1585 Einwohnern (Stand 31. Dezember 2024) in Südtirol im Lüsner Tal. Der Hauptort der Gemeinde ist Lüsen-Dorf, die nächstgelegene Stadt Brixen.
Wichtige Wirtschaftszweige sind die Viehwirtschaft, Kleingewerbe und der Tourismus.

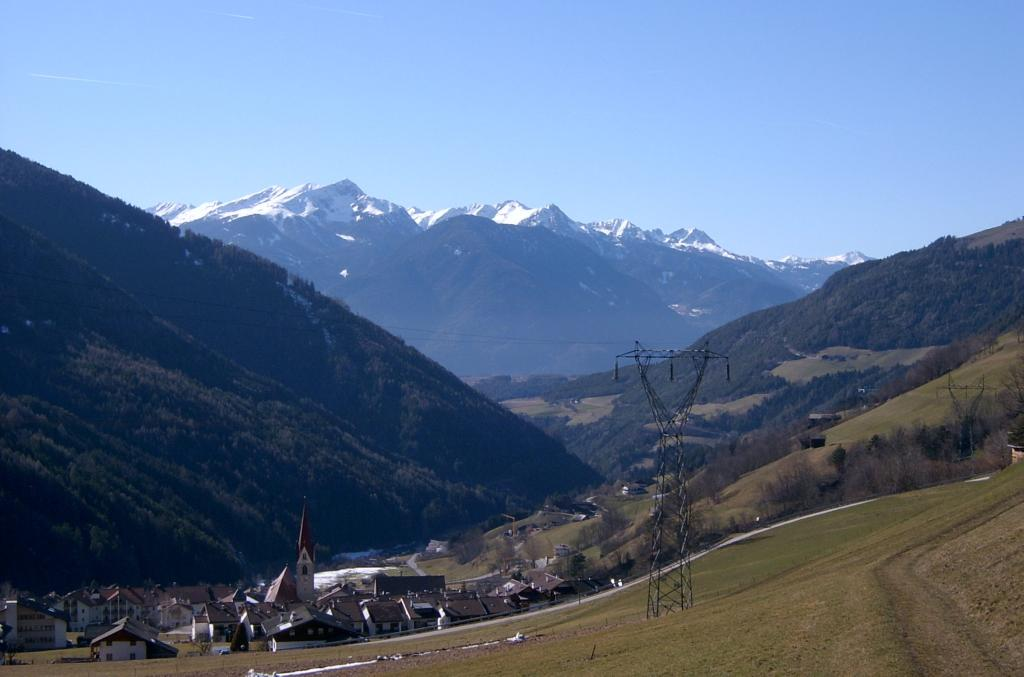
Lüsen Dorf und Lüsner Tal

## Geschichte
Ursprünglich war das Lüsner Tal rätisch bzw. ladinisch. Die frühesten Dauersiedlungen gab es in Vorder-Lüsen (Kreuz, Berg, Außeralpe). In Huben und am Burger Weg stand eine vorgeschichtliche Siedlung. Auch Hinter-Lüsen (Flitt und Pettschied) wurde ziemlich früh besiedelt. Lüsen Dorf und Rungg sind erst jüngeren Alters und im Zuge der bajuwarischen Besiedlungswelle gegründet. Das Deutsche setzte sich immer mehr durch und um 1300 dürfte die ladinische Sprache bis auf wenige Ausnahmen aus dem Tal verschwunden sein. Die Bischöfe von Brixen waren über lange Zeit die bedeutendsten Grundbesitzer im Lüsner Tal und ließen ihre Rechte bereits 1253 im Haupturbar aufzeichnen.
Das Tal war von alters her bis in das 20. Jahrhundert in sogenannte Oblate oder Malegreien eingeteilt; diese waren Oblat Kreuz, Berg, Hüben oder Kropfland, Dorf, Rungg, Flitt und Petschied.
Aufgrund der Niederlage Österreich-Ungarns im Ersten Weltkrieg und des Vertrages von Saint-Germain kam der Ort zusammen mit Südtirol 1920 zum Königreich Italien.

## Ortsname
Der Name erscheint 893 erstmals als forestis ad Lusinam („Forst zu Lüsen“), als ein den Bischöfen von Säben-Brixen gehörendes Waldgebiet. Es kann ein rätischer Personenname auf -ina zugrunde liegen. Denselben Stamm mit anderem Suffix dürfte die Lasanke in sich tragen.

## Geographie

### Allgemeines
Die Gemeinde Lüsen umfasst nahezu das gesamte Lüsner Tal und umliegende Berggebiete. Das von der Lasanke entwässerte Lüsner Tal zweigt im Brixner Talkessel vom Eisacktal ab und führt zunächst ostwärts, später südwärts in die Lüsner Berge hinein, eine Untergruppe der Dolomiten. Allein der Talschluss, Gunggan genannt, liegt nicht im Gemeindegebiet. Auf der orographisch linken Seite wird das Tal vom Gebirgsstock der Plose begrenzt, wo Lüsen am Gabler auf 2576 m seinen höchsten Punkt findet. Auf der orographisch rechten Seite wird es vom langgezogenen, keine markanten Gipfelformen aufweisenden Kamm begrenzt, der die Lüsner Alm trägt.
Die Ortschaften, Weiler und Gehöfte Lüsens liegen fast ausnahmslos auf der rechten Talflanke und bilden sieben Fraktionen. Der einzige dörfliche Siedlungskern, das Gemeindezentrum Dorf (970 m), und Rungg befinden sich auf einem Schwemmkegel im mittleren Talbereich. An den Hängen talauswärts verteilen sich Berg, Huben und Kreuz. Im hinteren Talabschnitt liegen Flitt und Petschied.
Am Talausgang bildet die Rienz die Gemeindegrenze zu Natz-Schabs. Die Grenze zu Brixen zieht sich über die Plose bis in den Lüsner Talschluss, der teils auch zu St. Martin in Thurn gehört. Die Gemeinde Lüsen stößt im Bereich der Lüsner Alm an St. Martin, Enneberg, St. Lorenzen und Rodeneck.

### Fraktionen

#### Berg
Die Berger Höfe liegen oberhalb der Fraktionen Kreuz und Huben und reichen bis zu den Wiesen der Lüsner Alm. 1954 wurde eine Materialseilbahn gebaut, die Berg mit dem Hauptort Lüsen-Dorf verband. 1967/68 errichtete man eine Personenseilbahn, 1968 wurde eine Forststraße angelegt, die in der Folge ausgebaut wurde.

#### Dorf
Der Hauptort des Tales ist das sogenannte Dorf, welches die jüngste Fraktion von Lüsen ist. Die Hausnamen sind fast ausnahmslos deutschen Ursprungs und leiten sich von Handwerksbetrieben ab. Im Dorfkern, der 1921 beinahe ganz abbrannte, befinden sich die St.-Georgs- und St.-Kilians-Kirche, der Kindergarten, das Schul- und Gemeindehaus, das Feuerwehrhaus, Gastbetriebe, Geschäfte, Wohnhäuser und das Pfarrwidum.

#### Flitt
Früher stand in Flitt nur ein einziger Hof, von dem es auch seinen Namen hat. Er ist 1288 als Vlitte im landesfürstlichen Gesamturbar Graf Meinhards II. erstmals erwähnt. Der Name Flitt kommt vom romanischen „ovile, oviletto“ (Schafstall). 1971 wurde der alte Güterweg zu einer befahrbaren Straße ausgebaut.

#### Huben
Huben liegt zwischen dem Gost- und Gfasegraben. Es wird vermutet, dass es seinen Namen wahrscheinlich von den vielen Scheiterhubendiensten und den zwei dort gelegenen Huberhöfen hat.

#### Kreuz
Kreuz ist die äußerste Fraktion des Tales, die in Richtung Rodeneck liegt. Seit 1975 gibt es eine Straße, welche Kreuz mit dem Hauptort Dorf verbindet.

#### Petschied
Petschied ist die innerste Fraktion von Lüsen. Das Wort Petschied kommt vom lateinischen Wort „picetum“, was so viel wie Fichtenwald bedeutet. Petschied besteht aus mehreren Höfen, deren Name romanischen Ursprungs ist.

#### Rungg
Die Fraktion Rungg liegt auf dem Schwemmkegel der Gargitter Lahn. Der Name kommt aus dem romanischen „runcare“, was so viel wie roden bedeutet.

## Politik

### Bürgermeister
Bürgermeister seit 1952:
- Vinzenz Lamprecht: 1952–1958
- Johann Hinteregger: 1958–1960
- Franz Hinteregger: 1960–1966
- Franz Kaser: 1966–1974
- Albert Kaneider: 1974–1980
- Johann Gruber: 1980–1982
- Franz Kaser: 1982–2005
- Josef Maria Fischnaller: 2005–2020
- Carmen Plaseller: seit 2020

### Gemeindepartnerschaft
1966 wurde das Tal von einer verheerenden Unwetterkatastrophe heimgesucht. Hilfe wurde auch aus dem Ausland zuteil. Insbesondere mit Helfern aus der deutschen Gemeinde Steffenberg im hessischen Landkreis Marburg-Biedenkopf entwickelte sich eine Freundschaft. Im Jahre 1979 wurde eine formelle Partnerschaft zwischen beiden Gemeinden beschlossen und seitdem mit gegenseitigen Besuchen aufrechterhalten. Im Jahr 2004 wurde das 25-jährige Jubiläum gemeinsam in Lüsen gefeiert.

## Bevölkerung
Lüsen ist gemäß den erhobenen Sprachgruppenzugehörigkeitserklärungen bzw. Sprachgruppenzuordnungserklärungen eine weitgehend deutschsprachige Gemeinde. Als Berechnungsgrundlage der folgenden Prozentwerte wurden die gültigen Erklärungen von Personen mit italienischer Staatsbürgerschaft herangezogen.
| Sprache     | 1981    | 1991    | 2001    | 2011    | 2024    |
| ----------- | ------- | ------- | ------- | ------- | ------- |
| Deutsch     | 99,19 % | 98,95 % | 98,95 % | 97,77 % | 97,61 % |
| Italienisch | 0,66 %  | 0,83 %  | 0,83 %  | 1,39 %  | 1,97 %  |
| Ladinisch   | 0,15 %  | 0,23 %  | 0,23 %  | 0,83 %  | 0,42 %  |

## Bildung
Im Hauptort gibt es eine Grundschule für die deutsche Sprachgruppe.

## Söhne und Töchter des Ortes
- Joseph Gargitter (1917–1991), Bischof
- Milo Manara (* 1945), Comiczeichner